# 伊多語維基百科
伊多語維基百科為維基百科協作計劃之伊多語版本，由非營利組織──維基媒體基金會維持負責。目前是各語言維基百科計劃中，規模排名第36（依條目量計算）的維基百科。計劃開始於2004年，至2006年5月為止已有超過13,000個條目。

## 外部連結
- 伊多語維基百科 （页面存档备份，存于）